# Гелашвили, Николоз
Николоз Гелашвили (груз. ნიკოლოზ გელაშვილი; род. 5 августа 1985, Телави) — грузинский футболист, нападающий. Выступал за сборную Грузии.

## Биография

### Клубная карьера
Начинал заниматься футболом в команде из своего города «Кахети», откуда затем перешёл в школу тбилисского «Динамо». Профессиональную карьеру начал в сезоне 2003/04 в клубе «ВИТ Джорджия», за который провёл 6 матчей. В 2004 году Гелашвили был отдан в аренду в клуб первой лиги «Кахети», с которым добился выхода в высшую лигу и в начале следующего сезона провёл за команду 4 матча в высшей лиге, но затем вернулся в «ВИТ Джорджию».
Зимой 2008 года Гелашвили подписал контракт с клубом «Зестафони» и в том же году выиграл с командой свой первый трофей — Кубок Грузии. Уже в следующем сезоне игрок стал лучшим бомбардиром чемпионата Грузии, а затем повторил своё достижение в сезоне 2010/11, в котором также стал чемпионом Грузии. По ходу сезона 2011/12 перешёл в клуб из второй Бундеслиги «Бохум». В Германии Гелашвили провёл полтора сезона. Затем, в сезоне 2013/14 выступал в клубе «Карабах», с которым стал чемпионом Азербайджана, а сезон 2014/15 отыграл в Албании, в клубе «Фламуртари». В первой части сезона 2015/16 выступал за кипрский клуб «Пафос», а зимой 2016 года вернулся в Грузию, где подписал контракт с тбилисским «Динамо» и в оставшейся части сезона помог команде стать чемпионом страны. Затем на протяжении двух лет был игроком команд «Дила» и «Чихура». Завершил игровую карьеру в 2017 году.

### Карьера в сборной
Дебютировал за сборную Грузии 16 ноября 2007 года в товарищеском матче со сборной Катара, в котором вышел на замену на 68-й минуте вместо Левана Кения. Продолжал выступать за сборную до 2015 года и сыграл за неё 25 матчей. Единственный гол забил 14 октября 2014 года в ворота сборной Гибралтара.

## Достижения

### Командные
«Зестафони»
- Чемпион Грузии: 2010/11
- Обладатель Кубка Грузии: 2007/08

«Динамо» Тбилиси
- Чемпион Грузии: 2015/16
- Обладатель Кубка Грузии: 2015/16

«Карабах»
- Чемпион Азербайджана: 2013/14

### Личные
- Лучший бомбардир чемпионата Грузии: 2008/09 (20 голов) и 2010/11 (18 голов)